# Kaczogród (komiks)
Kaczogród – wydawana nieregularnie od 2004 do 2009 roku kolekcja komiksów Disneya tworzonych przez znanych rysowników i scenarzystów komiksowych. W każdym tomie można znaleźć komiksy oraz artykuły o każdym z twórców i o jego dziełach. Serię cechuje niespotykane dotychczas na polskim rynku komiksów Disneya wydanie – twarda okładka i papier kredowy. W 2010 roku podjęto decyzję o zawieszeniu serii, jednak zagraniczne odpowiedniki Kaczogrodu ukazywać się będą w piśmie Komiksy z Kaczogrodu.

## Lista tomów
| Numer tomu | Tytuł                  | Rok wydania | Rysownik      | Liczba stron | Lista wydanych komiksów i tekstów |
| ---------- | ---------------------- | ----------- | ------------- | ------------ | --- |
| 1          |                        | 2004        | Romano Scarpa | 200          | Afera fasolowa, Gdzie jest szef?, Okręt widmo oraz 6 tekstów |
| 2          | Pojazdy w Kaczogrodzie | 2004        | Carl Barks    | 184          | Szał konsumpcji, Kto tu rządzi?, Inwestycja, Samochodolot, Wożąc pana McKwacza (scen. Vic Lockman), Niewielki mur, Stary, starszy, najstarszy, Stary element, Żartowniś, Kluczowe klucze, Europa w pięć dni, Młodzi sabotażyści, Strzeż się strażnika, Gdzie się pali?, Wóz z sianem, Co kryje zaspa?, Automobiliści, Dzień jemioły, Przez drogi i bezdroża, Szybki i wściekły, Sadzonki, latawce, wiatr, Liczy się pomysł, Kraksa, Dżentelmen w każdym calu, Nowy, wspaniały Kaczogród, Tańsza taryfa, Deszczowa rozterka i 8 tekstów |
| 3          | Rysownik komiksów      | 2005        | Vicar         | 206          | Rysownik komiksów (scen. Gorm Transgaard), Powrót mikrokaczek (scen. Edele Kenner), Z grubej rury (scen. Brian Claxton i Tom Anderson), Byle taniej (scen. Jim Kenner), Wszystkie dzieci nasze są (scen. Jim Kenner), Wielki dylemat (scen. Carl Fallberg), Nieporozumienie (scen. Gorm Transgaard), Źródło młodości (scen. Stefan Printz-Påhlson i Tom Anderson), Sposób na łysienie (scen. Donne Avenell), Kłopoty bezrobotnego kaczora (scen. Bob Bartholomew), Żegnaj maskoteczko (scen. Gail Renard i Unn Printz-Påhlson), Ostatnia koszula (scen. Janet Gilbert), Wojna na wszystkich frontach (scen. Kari Korhonen), Kacze szczęście, Kuzyn z prowincji (scen. Mike Sharland i Jack Sutter), Wojownicza księżniczka (scen. Stefan i Unn Printz-Påhlson), Kosmiczny kryminał (scen. Stefan i Unn Printz-Påhlson), Cienka sprawa (scen. Lars Jensen i Christopher Spencer), Coś z niczego (scen. Tomasz Kołodziejczak) i 6 tekstów |
| 4          |                        | 2006        | Don Rosa      | 182          | Syn Słońca, Pieniądz robi pieniądz, Mityczna menażeria, Gdzie moja bryka?, Płynna gotówka, Sport to pieniądz (scen. Gary Leach), Kosmiczni rozbitkowie (scen. Gary Leach), Choinka jak marzenie, Lecą gazety (scen. Gary Leach), Jedynie dynie, Skumbrie w tomacie, Ostatnia podróż do Dawson, Dzień z życia wagarowiczów i 13 tekstów |
| 5          |                        | 2009        | Marco Rota    | 192          | Karateka z Myszogrodu (scen. Guido Martina), Denne skarby (scen. Werner Wejp-Olsen i Jim Kenner), Kaczor Donald na zamku Kwamelot, Eksterminator (scen. Russel Lewis), Znikający kaczor (scen. Paul Halas i Marco Rota), Wyprawa Wikingów (scen. Lars Bergström, Stefan Printz-Påhlson i Tom Anderson), Młody rewolucjonista i 4 teksty |